# Pilareta
Pilareta (szerbül: Пиларета)  település Szerbiában, a Raskai körzet Novi Pazar községében.

## Népessége
- 1948-ban 71 lakosa volt.
- 1953-ban 78 lakosa volt.
- 1961-ben 96 lakosa volt.
- 1971-ben 79 lakosa volt.
- 1981-ben 56 lakosa volt.
- 1991-ben 41 lakosa volt.
- 2002-ben 26 lakosa volt, akik mindannyian szerbek.